# Свети преподобни Иперехије
Свети преподобни Иперехије или Хиперехије (грч. Υπερεχιος) је био хришћански аскета и монашки писац који је био активан током касног 4. или раног 5. века нове ере. Највероватније је живео у Египту или римској Палестини. Познат је из списа Изреке пустињских отаца као и збирке од 160 изрека познато као Упозорење монасима.

## Живот
О Иперехију се врло мало зна. На основу његових писања, Вивијан (2024) закључује да је био из породице више средње класе која је говорила грчки и да је живео близу урбаног окружења. Вероватно је живео у приморском граду, који је могао бити Александрија, Ашкелон или чак Тир. Временски се његов живот одређује негде између касних 300-их и Халкидонског сабора 451. године.

## Библииографија
Упозорење монасима (грч. Παραινεσις Ασκητων) је абецедно организована компилација од 160 максима Иперехија. Грчки текст Поуке се може наћи у Патрологиа Граеца (том 79, стр. 1472-1489). Превод на енглески је објавио Тим Вивијан 2024. године.
Тирот (1991: 51–52) садржи још 18 абецедно организованих изрека из МС Ватикан грек 440 (12. век) и МС Кембриџ, Тринити Коллеџ, О.9.17 (11.–12. век).